# 수어장대

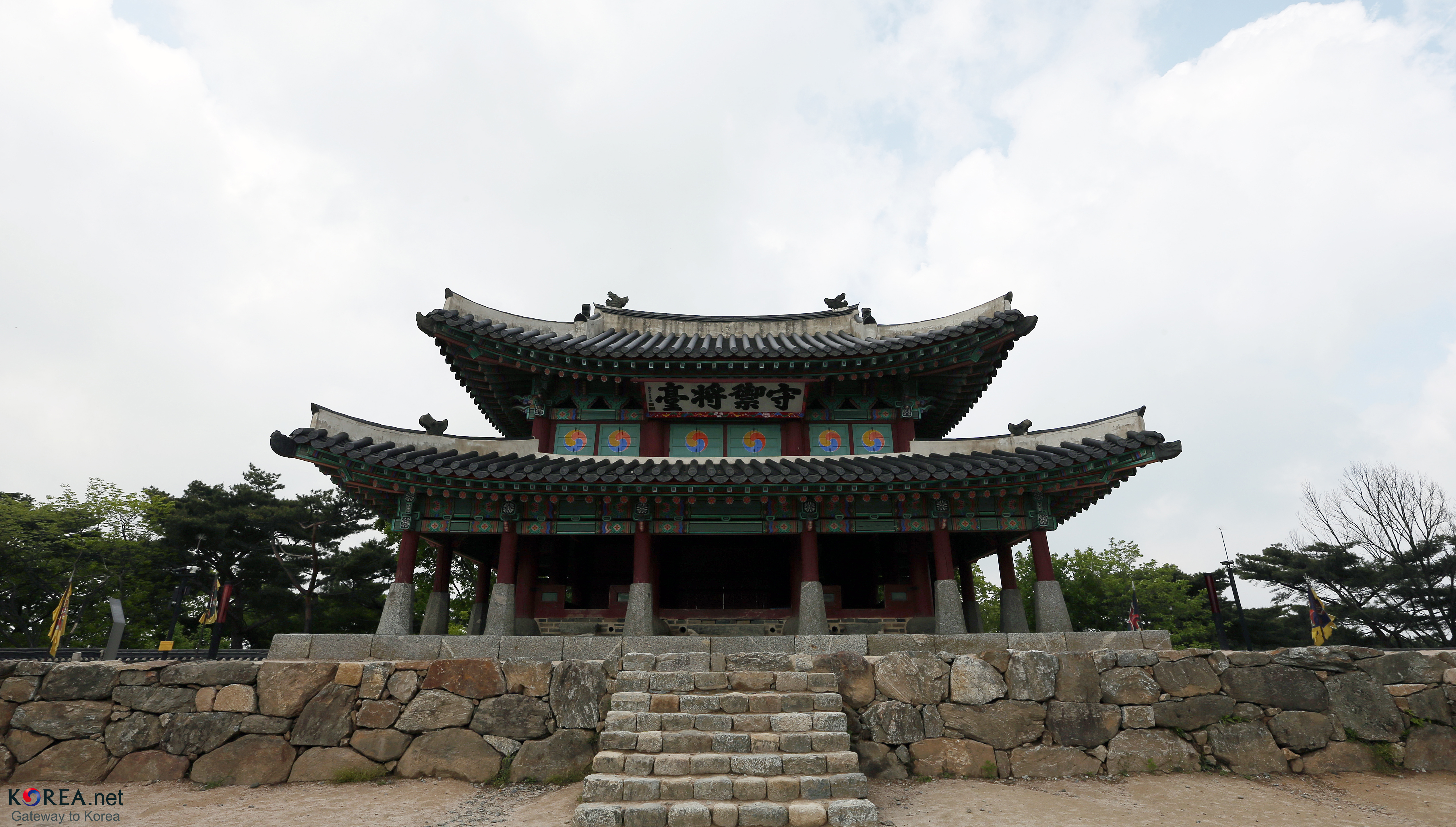

수어장대(守禦將臺)는 대한민국 경기도 광주시 남한산성에 있는 조선시대의 성곽시설이다. 1972년 5월 4일 경기도의 유형문화재 제1호로 지정되었다.

## 개요
조선 인조 2년(1624) 남한산성을 쌓을 때 만들어진 4개의 장대 중 하나이다. 장대란 지휘관이 올라서서 군대를 지휘하도록 높은 곳에 쌓는 대(臺)를 말한다.
수어장대는 산성 안에서 최고봉인 일장산 꼭대기에 자리잡고 있어서 성 내부와 인근 주변까지 바라볼 수 있다. 이곳은 병자호란(1636) 때 인조(재위 1623∼1649)가 직접 군사를 지휘하여 청나라 태종의 군대와 45일간 대항하여 싸운 곳이기도 하다. 처음에는 1층 누각으로 짓고 서장대라 불렀으나, 영조 27년(1751)에 이기진이 왕의 명령으로 서장대 위에 2층 누각을 지었다.
건물의 바깥쪽 앞면에는 ‘수어장대’라는 현판이, 안쪽에는 ‘무망루’라는 현판이 걸려있는데, ‘무망루’란 병자호란 때 인조가 겪은 시련과 아들 효종이 청나라에 대한 복수로 북쪽 땅을 빼앗으려다 실패하고 죽은 비통함을 잊지 말자는 뜻에서 붙인 이름이다.
건물의 규모는 1층은 앞면 5칸·옆면 3칸이고 2층은 앞면 3칸·옆면 2칸으로 2층 4면의 바깥기둥은 1층의 높은 기둥이 연장되어서 이루어진 것이다. 지붕은 옆면이 여덟 팔(八)자 모양으로 가장 화려한 팔작지붕으로 꾸몄다.
지금 있는 건물은 1896년에 유수 박기수가 다시 고쳐 세운 것으로 인조 2년(1624)에 지은 4개의 장대 중 유일하게 남아있는 중요한 건물이다

## 특징
이 건물은 조선 인조 2년(1624년)에 남한산성 축성과 함께 축조된 동·서·남·북의 4장대 중 유일하게 남았는 장대로 산성 내의 최고봉인 일장산 정상에 위치하고 있어 성 내부와 인근의 양주·양평·용인·고양·서울·인천까지도 조망할 수 있는 곳이다.
전면에서 볼 때 크고 작은 자연석을 이용하여 기둥을 세우고 내부에는 널마루를 설치하여 단조로운 난간을 둘렀다. 내부 천정에는 장반자를 귀틀 위에 깔아 단청으로 시문하였고 툇간 위의 반자는 연등천정이다. 내진과 외진 사이 바닥에는 전을 깔고 한쪽에 계단을 설치하여 2층으로 오르내리게 되어 있다. 2층은 1층과 달리 변주에 판문을 달아 열고 닫을 수 있게 되어 있고, 바닥에는 마루가 깔려있다. 지붕은 팔작지붕이다. 수어장대의 목부에는 모로단청을 시문하여 화려하게 꾸며져 있다.

## 관리단체
(재)경기문화재단에서 관리하여왔으나, 2016년 12월 20일부터 경기도지사로 변경되었다.

## 갤러리

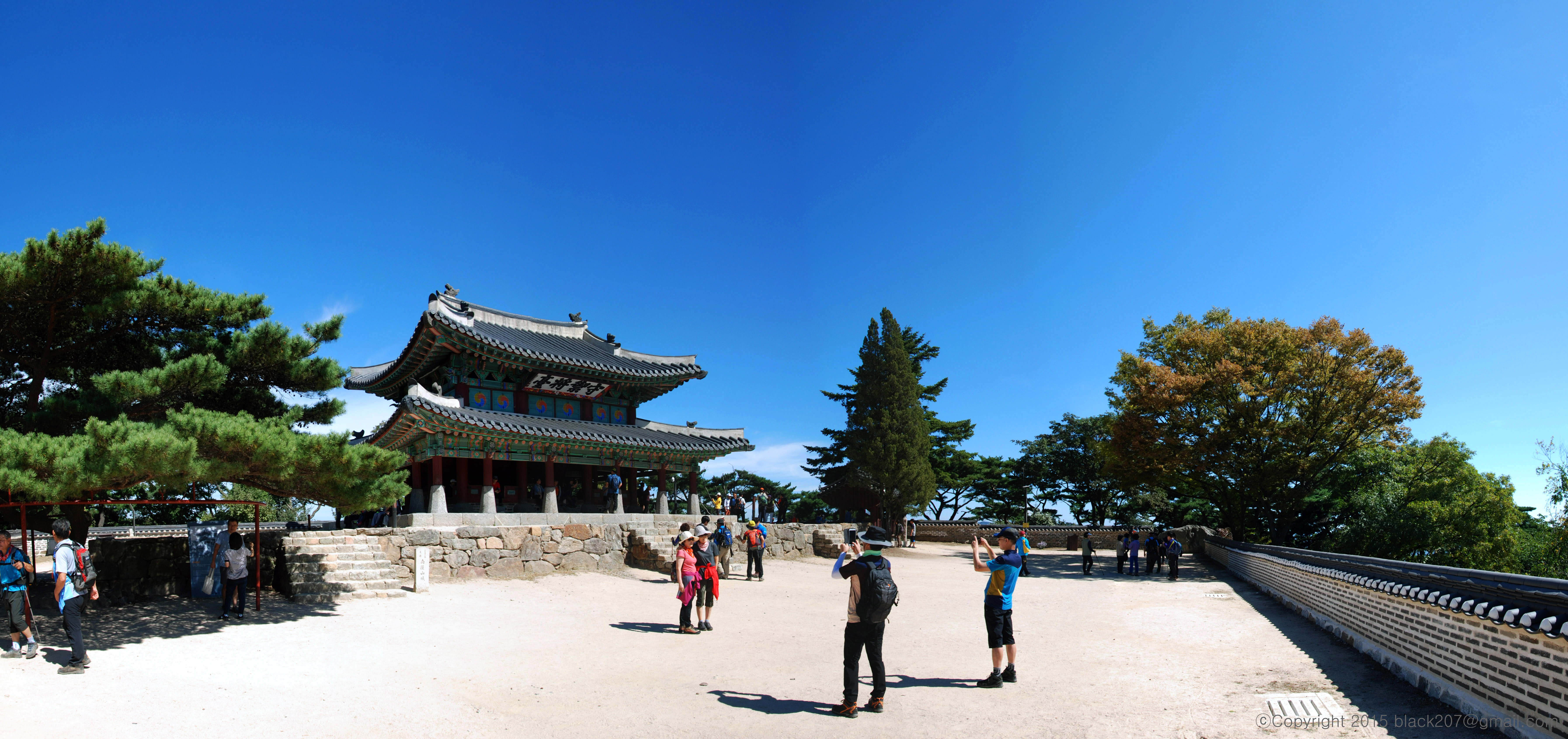

## 같이 보기
- 남한산성
- 탁지부측량소 삼각점 - 광주시 향토문화유산(기념물) 제7호

## 참고 자료
- 수어장대 - 국가유산청 국가유산포털